# Hofgeismar
Hofgeismar település Németországban, Hessen tartományban. Lakosainak száma 15 626 fő (2023. december 31.).

## Népesség
A település népességének változása:
| Lakosok száma | 15 210 | 15 294 | 15 309 | 15 521 | 15 626 |
|               | 2017   | 2019   | 2021   | 2022   | 2023   |